# Їу
Їу (кит. 伊吾镇, пін. Yīwú Zhèn) або Аратюрюк (уйг. Ara Türük) — містечко у КНР, адміністративний центр повіту Аратюрюк в  префектурі Хамі.

## Географія
Їу розташовується у східній частині Джунгарської рівнини у Монгольській Гобі.

### Клімат
Містечко знаходиться у зоні, котра характеризується кліматом тропічних пустель. Найтепліший місяць — липень із середньою температурою 17.8 °C (64 °F). Найхолодніший місяць — січень, із середньою температурою -11.1 °С (12 °F).
| Клімат Їу               | Клімат Їу | Клімат Їу | Клімат Їу | Клімат Їу | Клімат Їу | Клімат Їу | Клімат Їу | Клімат Їу | Клімат Їу | Клімат Їу | Клімат Їу | Клімат Їу | Клімат Їу |
| Показник                | Січ.      | Лют.      | Бер.      | Квіт.     | Трав.     | Черв.     | Лип.      | Серп.     | Вер.      | Жовт.     | Лист.     | Груд.     | Рік       |
| Середній максимум, °C   | −5        | −3        | 3         | 11        | 19        | 22        | 24        | 23        | 18        | 10        | 1         | −3,3      | 10        |
| Середня температура, °C | −11       | −9        | −2        | 5         | 12        | 16        | 18        | 16        | 11        | 4         | −4        | −9        | 3         |
| Середній мінімум, °C    | −17       | −15       | −9        | 0         | 5         | 10        | 12        | 10        | 5         | −2        | −10       | −15       | −2        |
| Норма опадів, мм        | 1         | 1         | 2         | 5         | 9         | 19        | 27        | 14        | 8         | 3         | 1         | 1         | 90        |
| ----------------------- | --------- | --------- | --------- | --------- | --------- | --------- | --------- | --------- | --------- | --------- | --------- | --------- | --------- |
| Джерело: Weatherbase    |           |           |           |           |           |           |           |           |           |           |           |           |           |